# Grep
grep — утиліта інтерфейсу командного рядка, яка знаходить на вводі рядки, що відповідають заданому регулярному виразу, і виводить їх. Назва утиліти є послідовністю команд пошуку регулярних виразів у редакторі ed — g/re/p. Цю послідовність команд можна описати англійською фразою «search globally for lines matching the regular expression, and print them» — «шукати скрізь рядків, відповідних регулярному виразу, і виводити їх».
Спочатку була створена для операційної системи UNIX.
Існують модифікації grep:
- egrep (з обробкою розширених регулярних виразів),
- fgrep (що тлумачить символи $*[]^|()\ буквально),
- rgrep (з включеним рекурсивним пошуком).

Згідно з документацією man: «egrep те ж саме що grep -E. fgrep те ж саме що grep -F. rgrep те ж саме що grep -r».

## Синтаксис
```
grep "регулярний вираз" "файл"
```

або
```
 
cat
 
"файл"
 
|
 
grep
 
"регулярний вираз"

```

Приклад: вивести з файлу «words.txt» всі рядки, що починаються з букви «a»
```
 
grep
 
"^a"
 
"words.txt"

```

Приклад: з результату команди uptime вивести тільки завантаження системи зручно
для запису у файл
```
 
uptime
 
|
 
grep
 
-o
 
"load average.*"

```

Приклад: проглядання конфігураційних файлів без коментаря і порожніх рядків:
```
cat
 
/usr/src/sys/i386/conf/GENERIC
 
|
 
grep
 
-v
 
'^#'
 
|
 
sed
 
'/^$/d'
 
|
 
more
cpu
             
I486_CPU
cpu
             
I586_CPU
cpu
             
I686_CPU
ident
           
GENERIC
makeoptions
     
DEBUG
=
-g
                
# Build kernel with gdb(1) debug symbols

options
         
SCHED_4BSD
              
# 4BSD scheduler

options
         
PREEMPTION
              
# Enable kernel thread preemption

options
         
INET
                    
# InterNETworking

options
         
INET6
                   
# IPv6 communications protocols

options
         
SCTP
                    
# Stream Control Transmission Protocol

options
         
FFS
                     
# Berkeley Fast Filesystem

options
         
SOFTUPDATES
             
# Enable FFS soft updates support

options
         
UFS_ACL
                 
# Support for access control lists

```